# Verlag Historische Uhrenbücher
Der Verlag Historische Uhrenbücher ist ein 2003 gegründeter, unabhängiger deutschsprachiger Fachverlag mit Sitz in Berlin, seit 2025 in Innsbruck, dessen verlegte Bücher sich mit Uhrentechnik und Uhrenreparatur beschäftigen. Dabei steht auch die Uhrmacherausbildung im Fokus, die jahrzehntelang in der Fachliteratur vernachlässigt wurde. Verlagsinhaber ist Florian Stern.

## Programm
- Bücher über Großuhren mit Pendel
- Bücher über Großuhren ohne Pendel
- Bücher über Taschenuhren
- Bücher über Armbanduhren
- Bücher über Uhrentechnik
- Bücher über Uhrenreparatur
- Bücher für die Uhrmacherausbildung: von der Weckeruhr bis zur Quarzuhr
- Bücher über Uhrmacherwerkzeuge
- Bücher über Uhrmachermaschinen
- Bücher für Uhrmacher
- Bücher über Uhrengehäusereparatur (Metall und Holz)

## Autorenauswahl
Jacob Auch, Curt Dietzschold, Josef Hottenroth, Hans Jendritzki, Fintan Kindler, J. H. Martens, Ludwig Lehotzky, James Pellaton, Richard Reutebuch, Severin Rikl, Wilhelm Schultz, und viele weitere.